# Franz Schrader
Vous lisez un « bon article » labellisé en 2024.
Pour les articles homonymes, voir Schrader.
Jean-Daniel-François Schrader, plus connu sous le nom de Franz Schrader, né le 11 janvier 1844 à Bordeaux et mort le 18 octobre 1924 à Paris, est un pyrénéiste, géographe, cartographe et peintre paysagiste français.
Membre de plusieurs sociétés géographiques et du Club alpin français qu'il préside de 1901 à 1904, Franz Schrader pratique la montagne dans un but scientifique et fait œuvre de vulgarisation en cherchant à retranscrire fidèlement ses observations et à diffuser au plus grand nombre sa connaissance du terrain. Topographe autodidacte et inventeur de plusieurs instruments de mesure, comme l'orographe, il contribue à une meilleure connaissance des Pyrénées : les premières cartes qu'il réalise, notamment celle du massif du Mont-Perdu en 1874, sont d'une précision inégalée pour l'époque. Employé de la maison Hachette dont il dirige le bureau cartographique à partir de 1880, il publie une série de manuels scolaires avec Louis Gallouédec, achève la réalisation de l'Atlas universel entamé par Louis Vivien de Saint-Martin et s'implique dans la refonte et la réédition des célèbres Guides Joanne. Il collabore également avec son cousin Élisée Reclus qui l'influence tout au long de sa carrière de géographe.
Peintre émérite et dessinateur de talent, Franz Schrader fait des hauts sommets son motif de prédilection. Surnommé le « Corot de la montagne » par certains de ses amis, il est à l'origine de la Société des peintres de montagne, fondée en 1898 et qui regroupe les artistes qui s'intéressent spécifiquement à ce milieu naturel.
Admirateur de John Ruskin, ami de Patrick Geddes et sympathisant du solidarisme de Léon Bourgeois, Franz Schrader est le penseur d'une cité réinventée, à la fois plus esthétique, plus humaine et plus respectueuse de l'environnement. Très critique à l'égard du modèle productiviste des sociétés occidentales qui mettrait en péril les milieux naturels, il alerte sur la nécessité de préserver les ressources naturelles et appelle à l'avènement d'une géographie internationale qui permettrait la mise en place de mesures globales de protection. Les nombreux articles qu'il consacre aux déséquilibres causés par l'industrialisation massive, tout comme son analyse très pessimiste des conséquences de la Première Guerre mondiale et de l'usage de la force mécanique sur la nature en font un précurseur de la conscience écologique, dans une posture résolument moderne pour son époque.
Son souvenir est encore très présent dans les Pyrénées, où un sommet du massif de Batchimale porte son nom. Comme d'autres grands pyrénéistes, Franz Schrader est inhumé au pied du cirque de Gavarnie.

## Biographie

### Origines familiales, enfance et formation

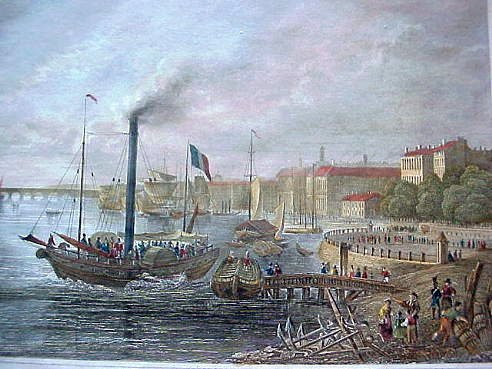
Les quais de Bordeaux vers 1850.

Jean-Daniel-François Schrader, dit Franz Schrader, naît le 18 janvier 1844 à 5 h du matin au domicile de ses parents, situé au no 21 de la rue Constantin à Bordeaux, dans le quartier des Chartrons. Son père, Ferdinand Schrader (1808-1891), est d'origine prussienne. Né à Magdebourg, il rejoint Bordeaux à l'âge de 16 ans en compagnie de son frère et travaille dans le négoce maritime. De confession protestante, il est diacre de l'Église réformée de France et participe au développement de la Société philomathique de Bordeaux, une école de formation aux métiers d'art et d'artisanat dont il assure la présidence de 1861 à 1870.

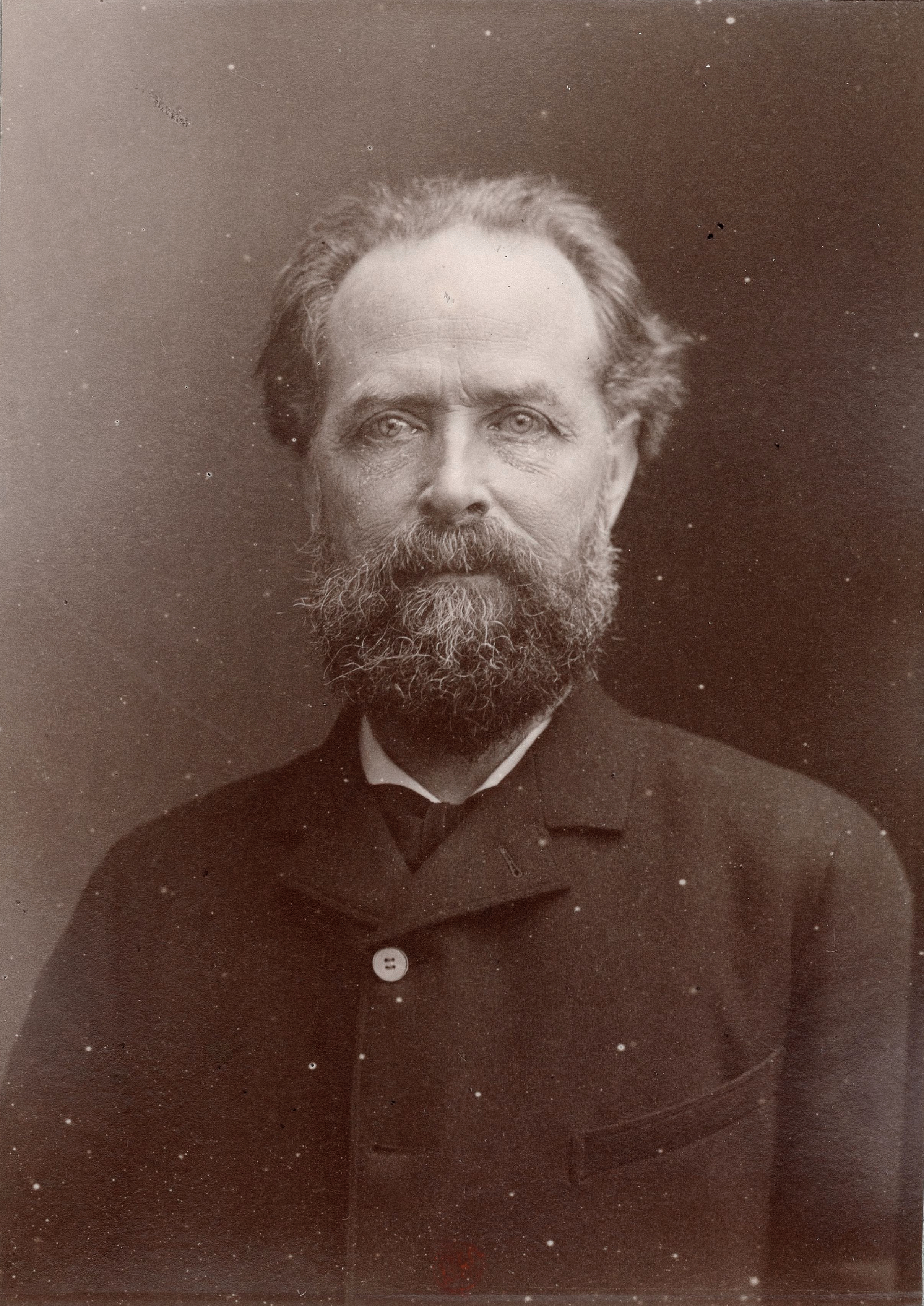
Géographe et militant anarchiste, Élisée Reclus est un cousin de Franz Schrader.

Sa mère, Marie-Louise Ducos (1818-1891), est elle aussi issue d'une famille protestante : descendants de manufacturiers huguenots des Cévennes, ses parents tiennent à Bordeaux une petite entreprise de tonnellerie. Par sa mère, Ferdinand Schrader est le cousin du géographe Élisée Reclus qui l'influence tout au long de sa vie.
Quelques années après la naissance de Franz, la famille s'installe rue du Jardin Public, toujours à Bordeaux. De santé fragile jusqu'à l'âge de 7 ans, le jeune garçon n'est pas scolarisé : il étudie seul, encadré par ses parents qui s'attachent à lui fournir des livres et des revues de qualité, et par son oncle paternel, lui aussi prénommé Franz et qui lui prodigue ses premiers cours. Disciple de Jean-Jacques Rousseau, Ferdinand Schrader transmet à son fils les valeurs du républicanisme naturaliste. Dès son plus jeune âge, Franz Schrader manifeste un certain goût pour le dessin et remplit plusieurs carnets de croquis. Passionné de voyages et de constructions navales, il copie des cartes et réalise des maquettes en bois. Il passe toutes ses vacances à Royan, dans la maison de la famille Hopmann, amie de ses parents.
Malgré les grandes capacités intellectuelles de Franz, son père ne lui laisse pas l'occasion d'entamer des études supérieures et lui fait promettre de ne jamais acquérir de titre ou de diplôme officiel, une décision probablement liée à son protestantisme très engagé. Il l'initie cependant à la menuiserie et le place à l'âge de 11 ans comme copiste dans une perception de la banlieue bordelaise. Franz Schrader est ensuite employé dans la maison de commerce d'un riche négociant, monsieur Barckhausen, dont le fils Henri, de dix ans son aîné, devient l'un de ses plus proches amis. Docteur en droit, et doté d'une bonne culture littéraire et philosophique, Henri Barckhausen donne à Franz quelques cours d'histoire, de géographie et de mathématiques.
Franz Schrader mène alors une double vie, et tandis que son travail de commis négociant l'ennuie profondément, il se passionne pour les études. Sa soif de savoir est insatiable et Franz s'initie sans aucun professeur aux langues étrangères (anglais, allemand et espagnol) mais également au latin et au grec. Avec sa famille, il fréquente le cercle Germania, une association de Bordelais d'origine allemande qui organise de nombreuses réunions et des excursions dans la région bordelaise, puis il se lie d'amitié avec le pasteur Charles-Marie-Athanase Pellissier, un protestant libéral, républicain et instruit qui devient son père spirituel.

### La découverte des Pyrénées

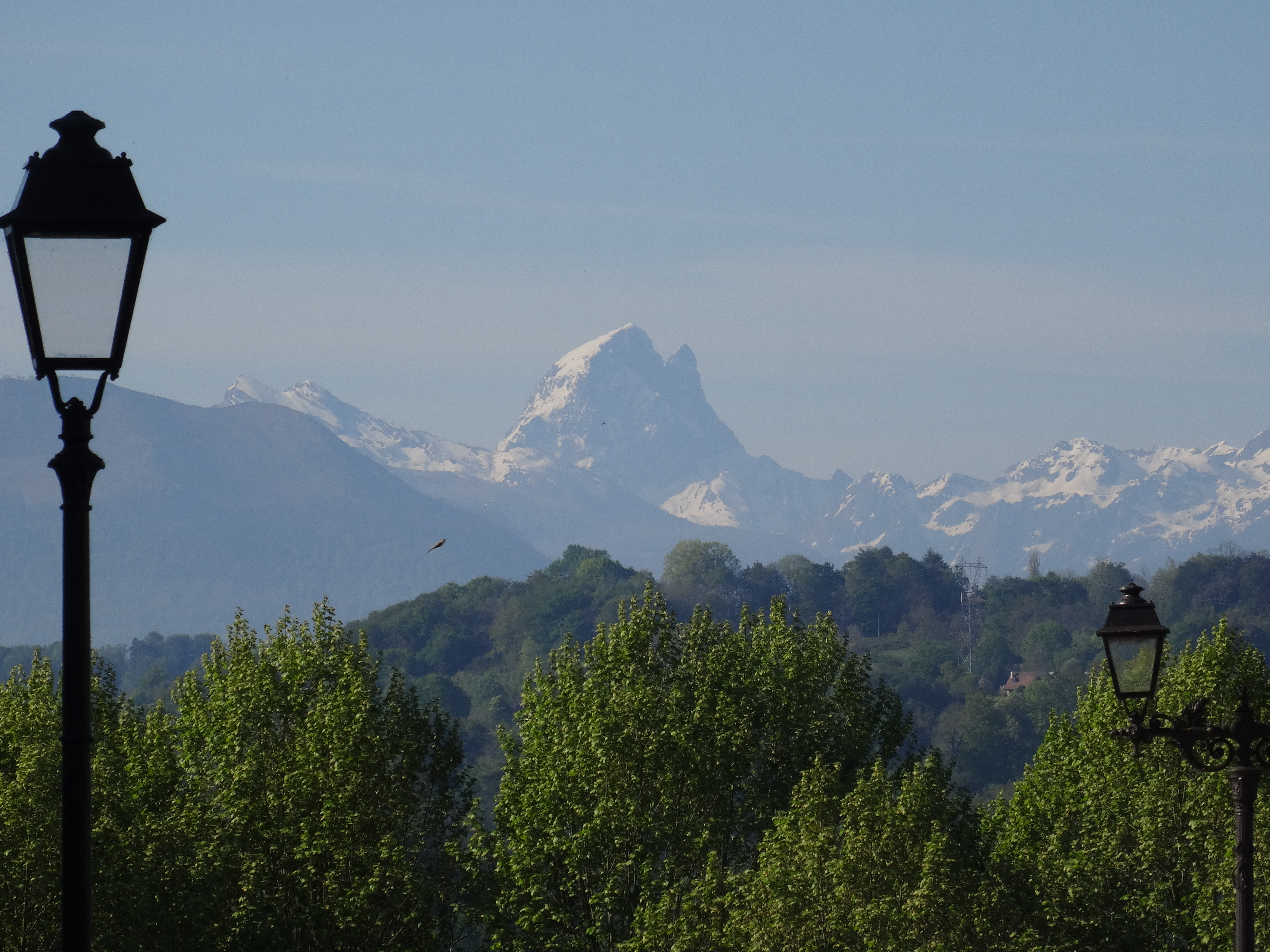
Le pic du Midi d'Ossau vu depuis le boulevard des Pyrénées à Pau.

En août 1866, Franz Schrader séjourne chez son ami Léonce Lourde-Rocheblave, rue Marca à Pau, et découvre pour la première fois les Pyrénées. La vue sur les montagnes qui se dessinent depuis la fenêtre de l'appartement agit sur lui comme une sorte de révélation. Dès l'année suivante, il entreprend avec les frères Lourde-Rocheblave, Léonce et Albert, l'exploration méthodique des sites pyrénéens les plus proches, notamment les Eaux-Bonnes et le pic du Midi d'Ossau. Pendant l'été 1868, les trois amis délaissent les Pyrénées béarnaises pour visiter la Bigorre : ils arpentent les vallées de Lourdes, d'Argelès-Gazost, de Lutour et de Barèges, et atteignent les cirques de Gavarnie et d'Estaubé. Franz Schrader intègre la Société Ramond, fondée en 1864 dans le but de promouvoir l'exploration scientifique de la chaîne.
Naturalisé français à l'âge de 19 ans, Franz Schrader est cependant réformé du service militaire pour faiblesse de constitution. Lorsque la guerre franco-allemande de 1870 éclate, il se porte toutefois volontaire et cherche à rejoindre le corps des ballons d'observation sur les conseils de son cousin Élisée Reclus. Intégré en qualité de pilote adjoint à Tours, au sein de la 1re compagnie d'aérostiers dirigée par le photographe Nadar, Franz Schrader est blessé au genou lors d'un transport ferroviaire. Démobilisé, il rentre à Bordeaux, mais cette courte expérience militaire lui permet de comprendre l'importance des points de vue en hauteur et renforce son attirance pour la géographie.

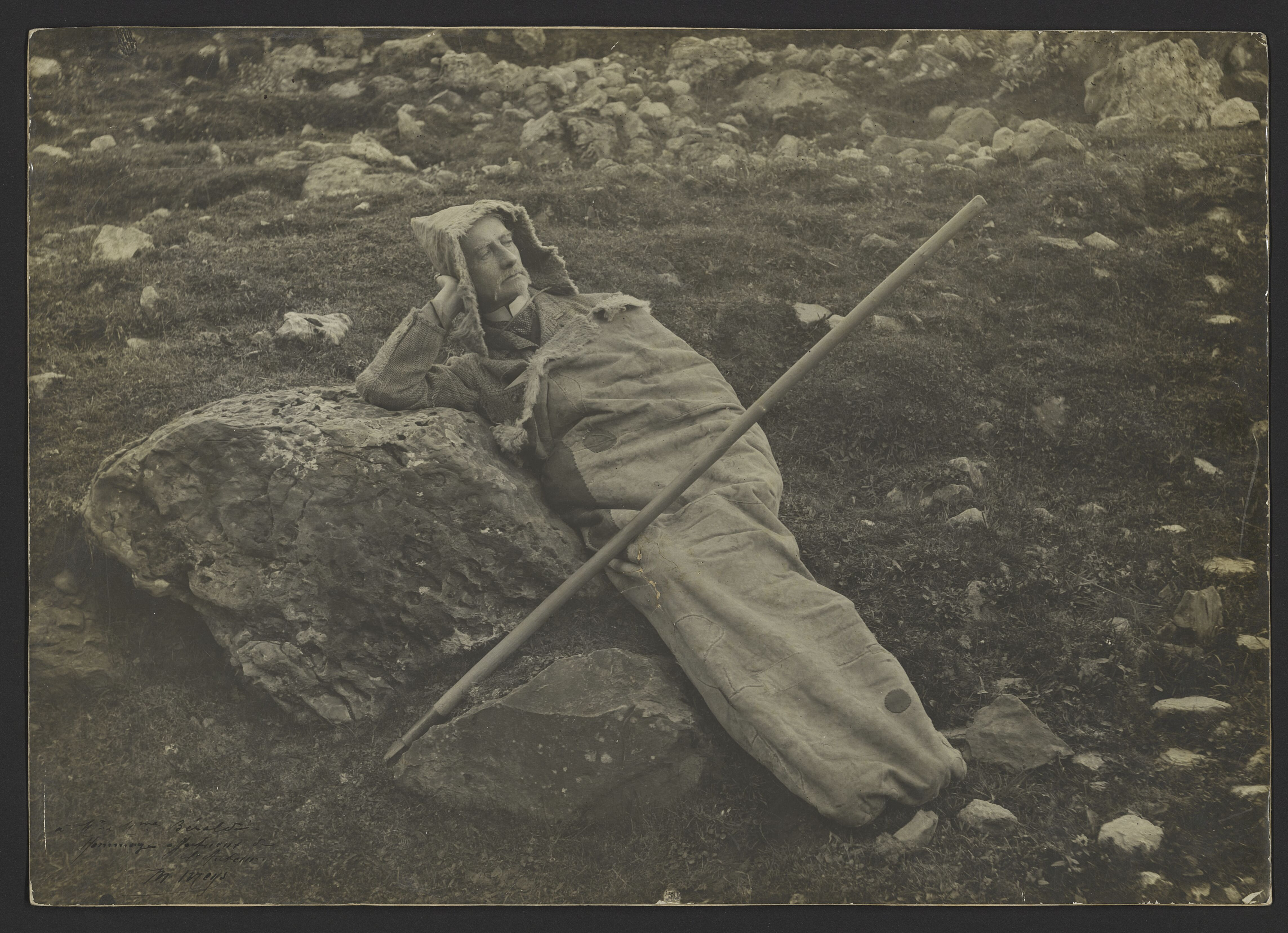
Le pyrénéiste Henry Russell dans son sac en peau d'agneaux.

La vocation pyrénéenne de Schrader s'affermit à la lecture des récits de Louis Ramond de Carbonnières, considéré comme le premier pyrénéiste de l'histoire, et de ceux d'Henry Russell, en particulier Les Grandes ascensions des Pyrénées d'une mer à l'autre, véritable guide touristique à destination des ascensionnistes. Après une année de convalescence et une cure à Bagnères-de-Luchon lors de laquelle il rejoint à cheval le lac d'Espingo, Franz Schrader reprend ses explorations avec les frères Lourde-Rocheblave lors de l'été 1872. C'est après la rencontre de Paul Édouard Wallon à l'auberge d'Héas que les trois hommes entreprennent un projet d'envergure. La carte manuscrite du versant espagnol que ce dernier leur présente les convainc de réaliser une carte du massif du Mont-Perdu encore inconnu jusqu'alors puisque seuls Louis Ramond de Carbonnières et ses deux guides en ont fait l'ascension en 1802.
Tout en consacrant l'essentiel de ses loisirs à de longues randonnées dans la montagne, au cours desquelles il collecte des milliers de données pour ses relevés topographiques, Franz Schrader trouve le temps de peindre de nombreux panoramas, aussi bien des Pyrénées que des Alpes, qu'il parcourt également.

### Carrière de géographe

#### Premiers travaux

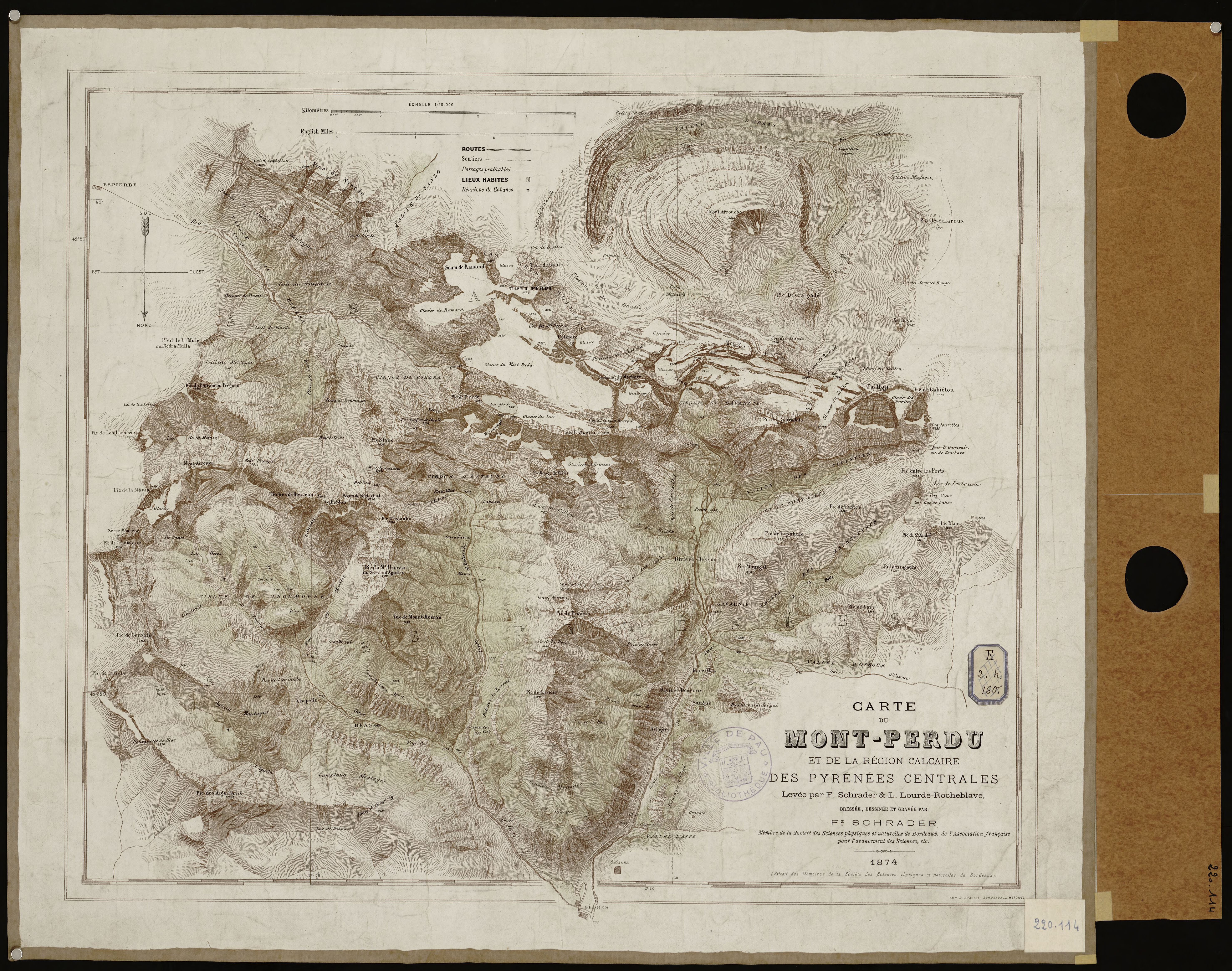
La carte du massif du Mont-Perdu réalisée par Franz Schrader et Léonce Lourde-Rocheblave en 1874.

C'est en autodidacte que Franz Schrader apprend le métier de topographe. Pour mener à bien son projet cartographique et pour faciliter les relevés en terrain accidenté, il met au point, en 1873, l'orographe, un instrument de transcription graphique en bois léger et peu encombrant. Son utilisation est relativement simple : l'appareil transcrit directement les lignes des reliefs alentours qu'il suffit de viser avec une lunette mobile dont les mouvements de rotation et d'inclinaison sont transmis à un crayon. Grâce à cet appareil, le géographe obtient en quelque sorte une table d'orientation sur papier bristol depuis chaque sommet étudié, un ensemble de données qu'il recoupe ensuite par triangulation pour établir un canevas topométrique d'une précision inégalée à cette époque. Schrader complète ces relevés de terrain par des croquis à l'aquarelle ou au pastel qu'il retravaille plus tard dans son cabinet.

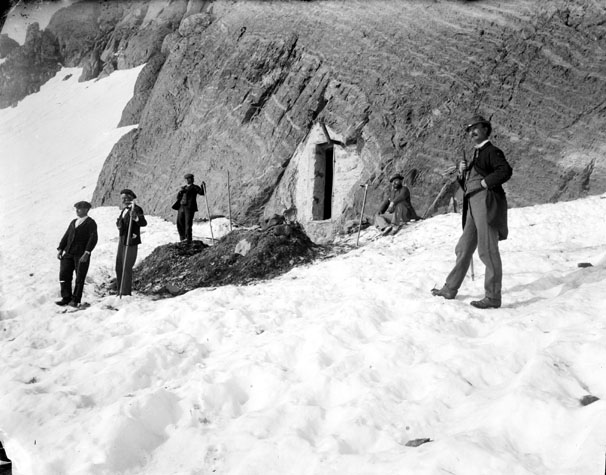
Léonce Lourde-Rocheblave assis près de l'entrée de la villa Russell au Vignemale.

Sa première grande œuvre de cartographie paraît en 1874 : cosignée avec Léonce Lourde-Rocheblave, la carte du massif du Mont-Perdu au 1/40 000 est complétée l'année suivante par un commentaire descriptif et scientifique de 61 pages, Études géographiques et excursions dans le massif du Mont Perdu, édité par la Société des sciences physiques et naturelles de Bordeaux. La qualité de ces travaux vaut à son auteur une notoriété immédiate et l'Annuaire du Club alpin français (CAF) en publie aussitôt une critique élogieuse, qualifiant Schrader de « topographe de premier rang éclatant en un coup de maître ». Franz Schrader est d'ailleurs membre du CAF depuis sa création en 1874, avant d'intégrer son comité directeur deux ans plus tard.
Le 15 août 1876, Franz Schrader atteint enfin le sommet du mont Perdu, après une première tentative avortée trois ans plus tôt. La même année, il lance la fabrication du premier orographe métallique chez Ripamonti. Les campagnes de terrain menées entre 1874 et 1877 conduisent à la préparation d'une nouvelle carte de la région du massif du Mont-Perdu, cette fois à l'échelle 1/100 000. Elle est présentée lors de l'exposition universelle de 1878, à côté d'un panorama du Piméné réalisé en 1876. Cette contribution lui vaut de recevoir une médaille d'argent, puis une médaille d'or au congrès des Sociétés savantes, ainsi qu'une subvention du Ministère de l'Instruction Publique pour continuer sa mission scientifique sur les deux versants de la chaîne. Il est également sollicité par le capitaine Ferdinand Prudent, au même titre que d'autres pyrénéistes, pour établir une carte de France au 1/500 000 à destination de l'état-major de l'armée française.

#### Installation à Paris

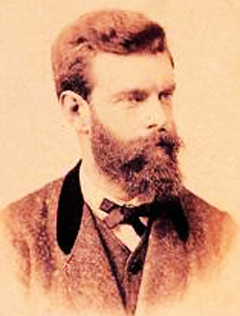
Franz Schrader vers 1875.

Franz Schrader s'installe dans la capitale au printemps 1877, muni d'une lettre de recommandation de ses cousins Élisée et Onésime Reclus qui lui vaut d'être recruté chez Hachette,. Il collabore principalement avec Adolphe Joanne pour la modernisation et la réédition de ses Guides, livrant de nombreuses cartes détaillées de la chaîne pyrénéenne ainsi que des panoramas en hauteur qui remplacent ceux réalisés par Victor Petit pour les premières éditions. Il travaille également avec Émile Templier, gendre de Louis Hachette, qui l'engage comme graveur pour la revue Le Tour du monde, fondée par Édouard Charton.
Outre son métier de géographe, Franz Schrader s'investit dans de nombreuses activités et mène un véritable travail d'écrivain. Républicain convaincu, il livre une série d'articles qui constituent un feuilleton géographique pour La République française, le journal fondé par Léon Gambetta. Il intègre la Société de géographie en tant que membre de la commission centrale et rédige plusieurs articles pour le bulletin de cette société savante. Par ailleurs, il est élu à la direction de la section parisienne du Club alpin français, dont il occupe les fonctions de secrétaire de rédaction de 1880 à 1893.
Pendant cette période, Franz Schrader poursuit ses explorations pyrénéennes. Il profite de ses rares jours de congé pour rejoindre la chaîne en train de nuit, et malgré la brièveté de ces séjours en montagne, il effectue de nombreux relevés qui lui permettent de publier en 1882 une carte des Pyrénées centrales en six feuillets d'une précision inégalée à cette époque. Couvrant la zone du pic du Balaïtous au mont Valier, elle s'étend sur les deux versants de la chaîne, soit environ 120 km sur l'axe est-ouest et 60 km sur l'axe nord-sud. Cette œuvre accompagnée de son commentaire est régulièrement rééditée par le Club alpin français jusqu'en 1901.

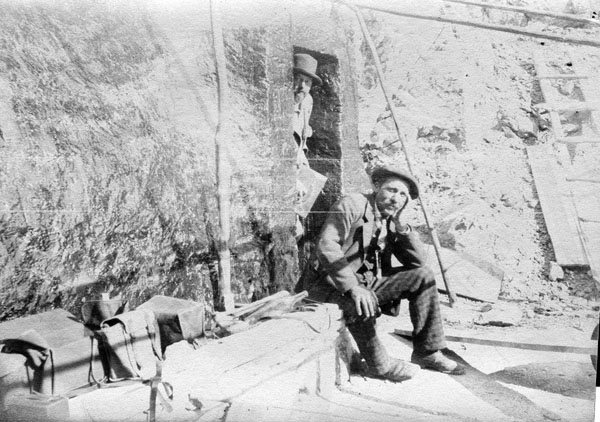
Henri Passet assis devant l'abri de Tuquerouye en 1892.

Parmi ses différentes expéditions, il réalise le 11 août 1878 la première ascension connue du Grand Batchimale (3 176 m), en compagnie du guide Henri Passet. Sur la proposition d'un autre pyrénéiste, Aymar de Saint-Saud, ce sommet frontalier est ensuite rebaptisé pic Schrader par le capitaine Ferdinand Prudent. Il s'agit du premier hommage à Franz Schrader, qui reçoit la médaille d'or de la société des topographes de France en 1887, puis la croix de chevalier de la Légion d'honneur en 1889, à l'occasion de l'exposition universelle lors de laquelle il reçoit également deux médailles d'or pour l'ensemble de ses travaux.
En 1880, à la mort de son grand-père maternel, il hérite d'une petite propriété viticole à Sainte-Croix-du-Mont, en Gironde, dont il tire un vin réputé, commercialisé sous le nom de « château Bertrand ». Le 4 juillet 1881, il épouse Suzanne Goy, la fille d'un pasteur protestant, à la mairie et au temple de Bayonne. Ensemble, ils ont deux filles, Hélène, née en 1882, et Marie, née en 1885. L'été de leur mariage, les Schrader séjournent dans la vallée d'Ordesa et à Bagnères-de-Luchon, mais dans les années qui suivent les voyages se font plus lointains : le couple séjourne en Afrique du Nord et dans les Alpes lors de l'été 1897. Quatre ans plus tard, ils effectuent ensemble l'ascension du mont Blanc dont ils redescendent en catastrophe en raison d'une tempête de neige qui emporte deux autres montagnards dans une avalanche.

#### Une figure de la maison Hachette

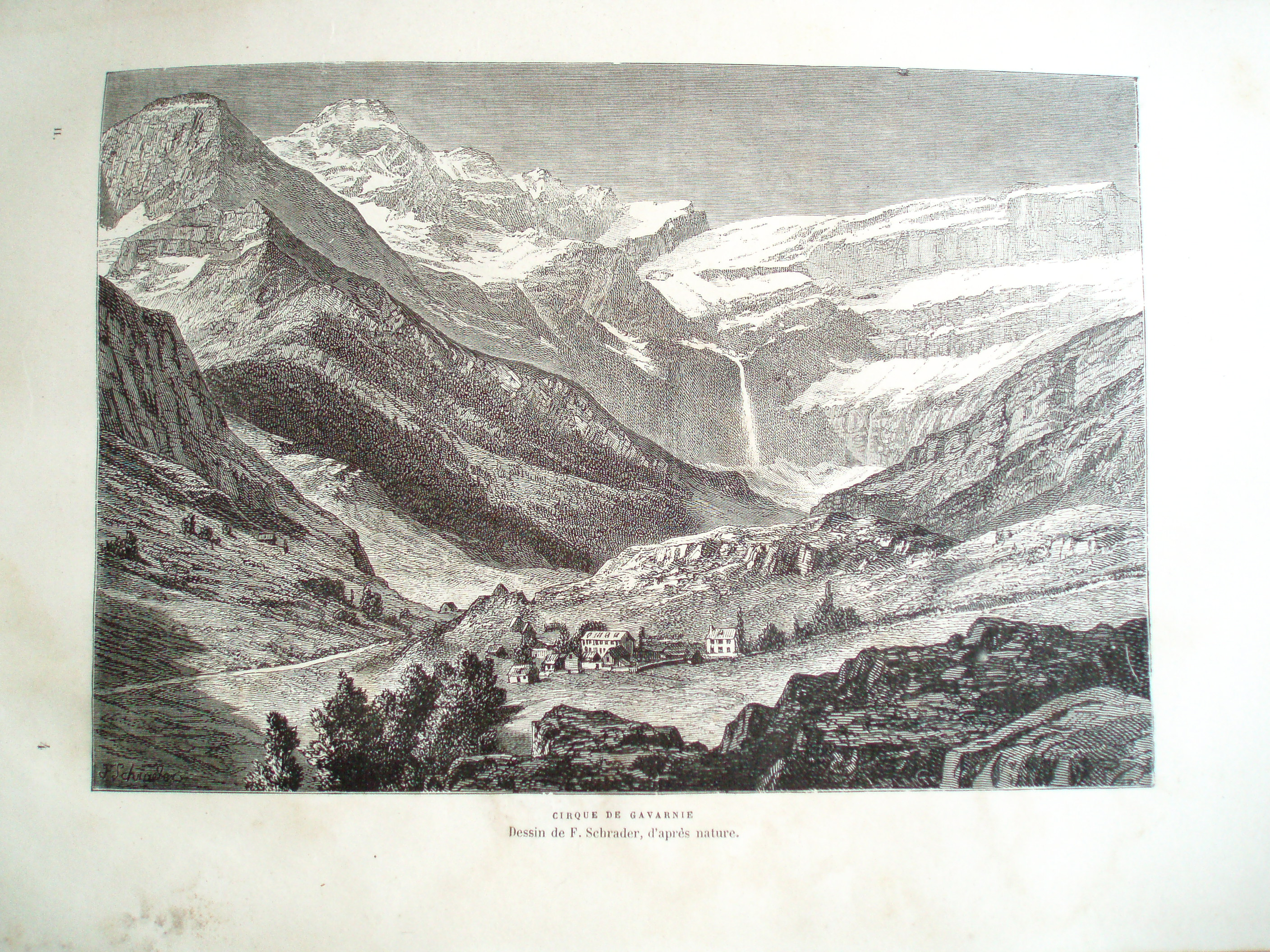
Gravure du cirque de Gavarnie réalisée par Franz Schrader pour la Nouvelle Géographie universelle.

Franz Schrader poursuit sa carrière au sein de la maison Hachette qui lui confie des tâches de plus en plus importantes. En 1877, il remplace Louis Vivien de Saint-Martin à la direction du bureau cartographique de la maison d'édition. Autour de lui se constitue une équipe de jeunes cartographes chargée de réaliser l'Atlas Universel entrepris par son prédécesseur mais également l'Année cartographique, une revue présentée comme un « ouvrage périodique destiné à résumer […] tous les faits géographiques de quelque importance survenus dans le courant de l'année précédente ». Schrader livre aussi quelques cartes et gravures pour la Nouvelle Géographie universelle de son cousin Élisée Reclus,.
Durant cette période, il publie de nombreuses cartes à titre personnel, notamment, en 1800, l'Andorre au 1/50 000, avec la collaboration d'Aymar de Saint-Saud et Victor Huot, une carte du val d'Aran au 1/20 000 la même année, une carte d'ensemble de la chaîne pyrénéenne au 1/800 000 en 1886, ainsi qu'une carte géologique des Pyrénées au 1/800 000, dressée en collaboration avec Emmanuel de Margerie en 1891.

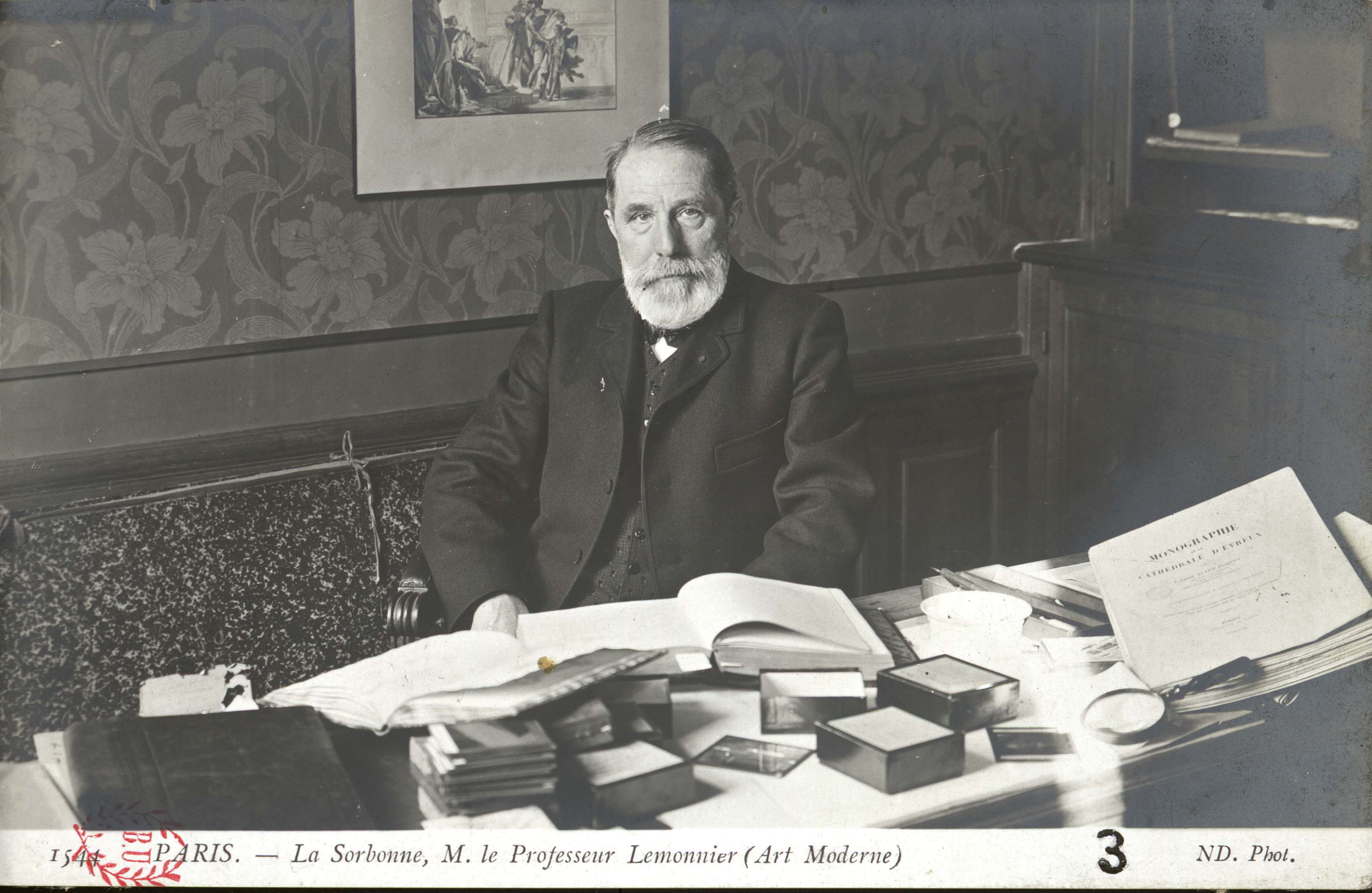
Henry Lemonnier devant son bureau à la Sorbonne.

Sa soif de connaissances le conduit naturellement vers la pédagogie. En 1881, il inaugure une série de manuels pour l'enseignement primaire en collaboration avec Henry Lemonnier et dès l'année suivante, il rédige avec Louis Gallouédec une série de manuels scolaires de géographie qui restent longtemps en service dans l'Éducation nationale. En 1887, Franz Schrader écrit l'article « Géographie » pour le Dictionnaire de pédagogie et d'instruction primaire de Ferdinand Buisson. Trois ans plus tard, avec l'aide du capitaine Prudent, il publie un Atlas de géographie moderne destiné aux scolaires. Il enseigne par ailleurs à l'École d'anthropologie de Paris, qui crée pour lui une chaire de géographie anthropologique en 1891. Ses conférences y sont particulièrement suivies.
Le 25 novembre 1897, lors d'une autre conférence au Club alpin français, Franz Schrader prononce l'un de ses textes majeurs. Intitulé « À quoi tient la beauté des montagnes ? », ce discours met en avant le véritable credo esthétique de son auteur et annonce la fondation imminente d'une école de peinture de montagne française. À ce titre, le texte de Schrader est considéré comme le bulletin de naissance de la Société des peintres de montagne, fondée en 1898 sous l'impulsion du CAF et dont Jean-Alfred Desbrosses est le premier président.
Schrader se distingue lui-même par la réalisation de panoramas d'altitude dont certains sont repris sous forme de gravures pour les annuaires du CAF. Il est donc sollicité pour réaliser un panorama depuis le sommet du mont Blanc, un travail qu'il exécute de 1896 à 1899. Pour ce faire, Schrader effectue cinq fois l'ascension du mont Blanc, multipliant les études, les dessins et les aquarelles, mais il s'appuie également sur les photographies de Joseph Vallot. L'œuvre, présentée à l'Exposition universelle de 1900 dans le pavillon-chalet du CAF, consiste en une toile circulaire de 120 m de long sur 15 m de hauteur. Les spectateurs l'observent depuis une plateforme centrale qui reproduit d'après moulage certains rochers pour donner encore plus de réalisme à l'ensemble.

### Derniers travaux et fin de vie

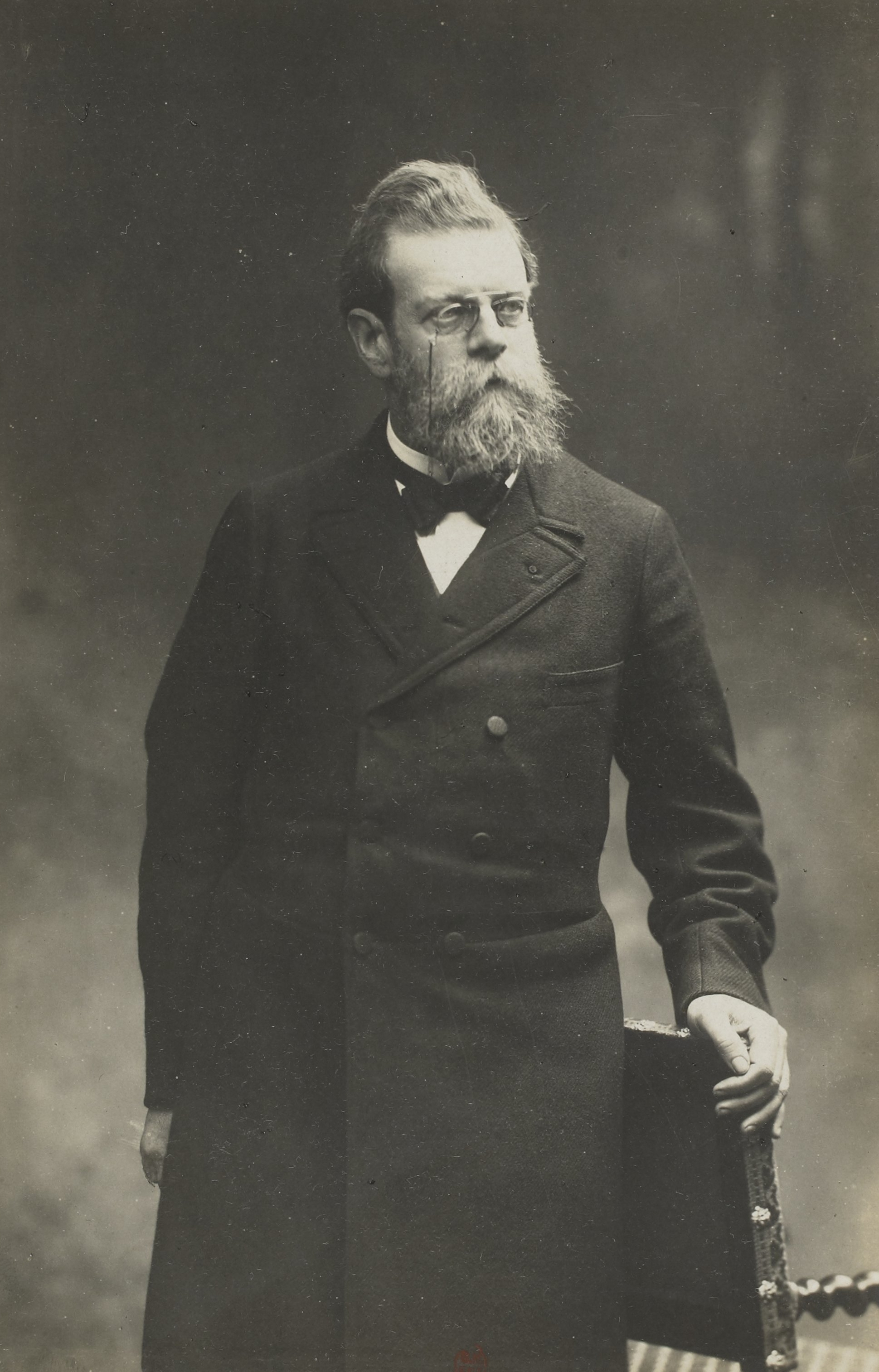
Franz Schrader lors de l'Exposition universelle de 1900.

Le 31 décembre 1899, Franz Schrader fonde avec Hachette et Cie et l'ingénieur-constructeur Jules Carpentier une société visant à commercialiser le tachéographe, le nouvel instrument de relevés topographiques qu'il a mis au point en 1895. Schrader voyage à travers le monde pour en faire la publicité, notamment aux États-Unis en 1901 ou en Amérique latine en 1903 et 1906, mais l'entreprise est un échec commercial. Au cours de ces deux voyages, son expertise est sollicitée : il détermine avec précision l'altitude encore débattue de l'Aconcagua et lève la carte de la province de Buenos Aires. La liquidation de sa société est prononcée en mai 1909, mais Schrader fonde une nouvelle entreprise avec ses amis Henri Vallot et Fernand Bourdil. Leur société effectue quelques travaux dans la cordillère des Andes, en Algérie ou au Maroc, mais la concurrence est rude et le tachéographe de Schrader, jugé trop délicat à manier, est abandonné à l'aube de la Première Guerre mondiale.
Le 1er mai 1901, Franz Schrader est élu président du Club alpin français pour trois ans. Il inspire notamment la nouvelle devise de l'association, « Pour la patrie, par la montagne ». Il est également élevé au grade d'officier de la Légion d'honneur, puis en 1908, il est élu président de la commission centrale de la Société de géographie. Entre-temps, en 1906, il se voit confier la réalisation de la table d'orientation qui doit être érigée au sommet du pic du Midi de Bigorre.
Au fil des ans, sa vue se détériore et Franz Schrader souffre d'une cataracte bilatérale dont il est opéré avec succès. Il entreprend une nouvelle carte du massif du Mont-Perdu au 1/20 000, qui paraît en trois couleurs en 1914. En 1919, à la demande de Georges Clemenceau, il entame la seconde édition de l'Atlas universel qui doit tenir compte des nouvelles frontières adoptées à l'issue du traité de Versailles. L'œuvre, qui constitue le dernier grand projet de sa vie, est achevée en 1922.

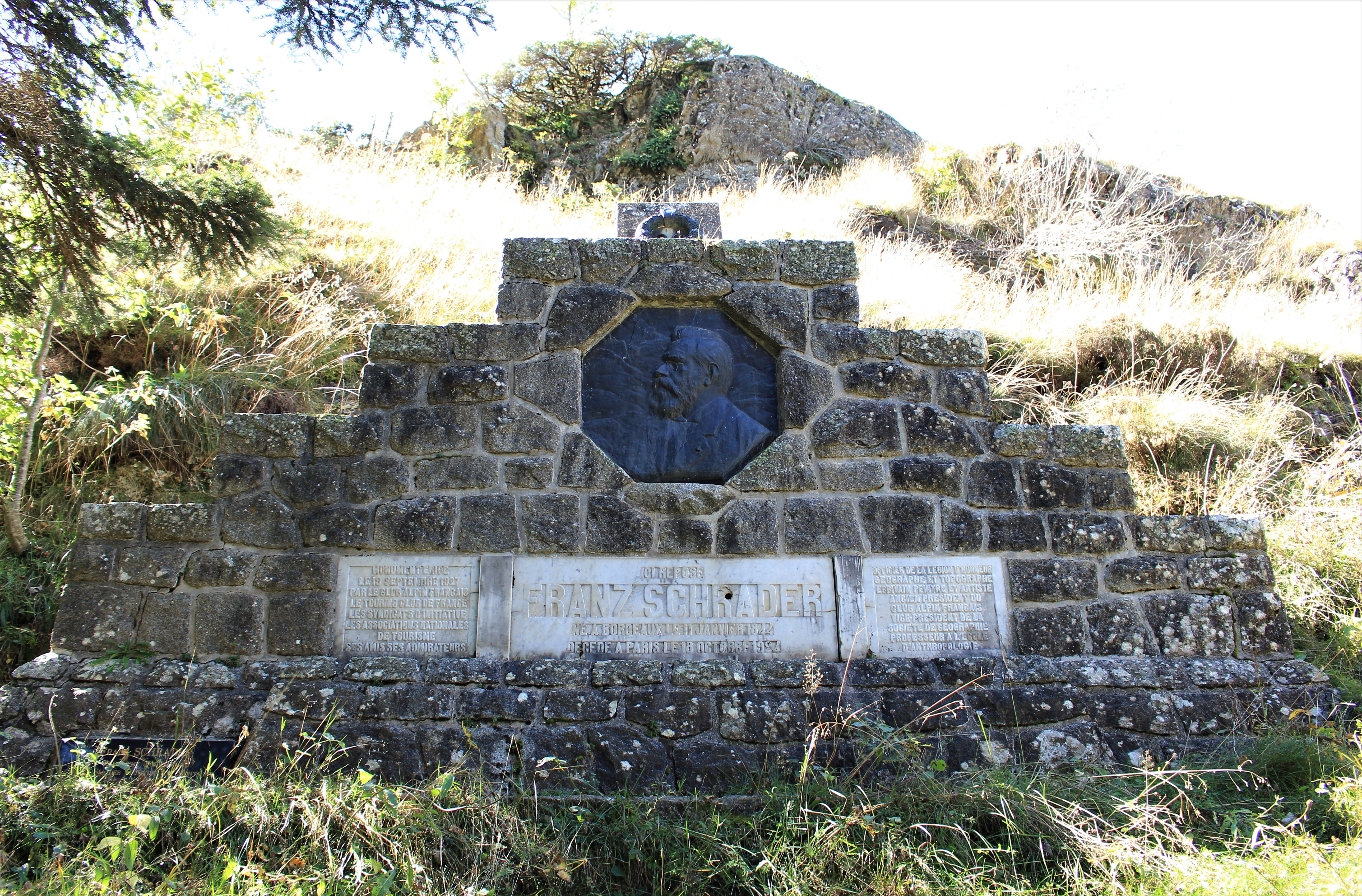
Tombeau de Franz Schrader à Gavarnie.

Le 21 mars 1923, il connaît son jubilé à la Sorbonne. Sa santé décline rapidement : Franz Schrader souffre d'un cancer qui s'aggrave au printemps 1924. L'été suivant, il se rend une dernière fois à Gavarnie où il effectue quelques promenades. Il rentre à Paris et meurt à son domicile de la rue de Verneuil le 18 octobre 1924. Lors de ses obsèques, célébrées six jours plus tard, son ami Louis Le Bondidier prononce l'éloge funèbre. Le 17 décembre suivant, le comité de direction du Club alpin français décide à l'unanimité d'ériger un monument à sa mémoire entre le village et le cirque de Gavarnie, au lieu-dit Turon de la Courade. Sa dépouille y est transférée trois ans plus tard, le 19 décembre 1927.

### Famille
- Cécile Goldet, née Marc (1914-2019), médecin gynécologue, sénatrice socialiste de Paris, est la petite-fille de Franz Schrader[31].

## Portrait

### Une figure du pyrénéisme
« Schrader, grand savant, est aussi un homme de bien et une âme d'élite ; pour lui la montagne est avant tout une école de perfectionnement spirituel, et la géographie un moyen de compréhension entre les peuples, donc un instrument au service de la paix universelle. »

— Numa Broc, Pour le cinquantenaire de la mort de Franz Schrader, 1974

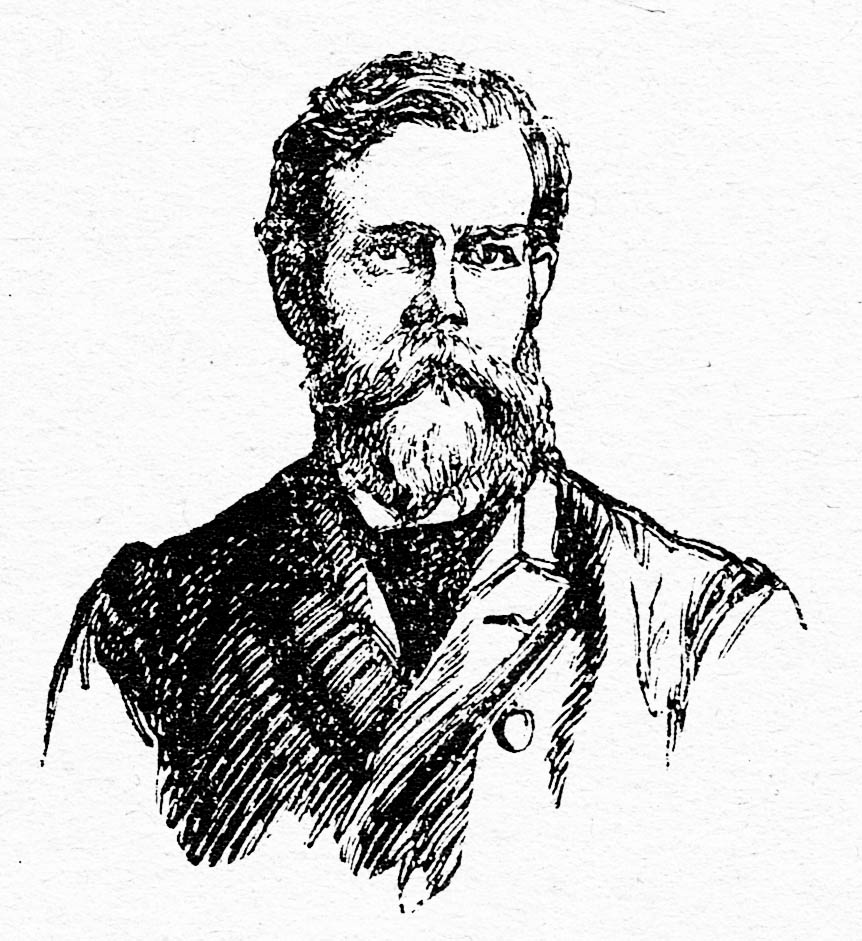
Portrait de Franz Schrader par Charles Jouas.

Franz Schrader fait partie de la génération de pyrénéistes que le mémorialiste Henri Beraldi a nommée rétrospectivement « la Pléiade ». Selon l'historien Étienne Bordes, « cette génération fait œuvre de codification, fixe une grammaire de l'ascension, écrit, crée par la fondation de revues et d'associations un moyen de réguler l'émergence d'une pratique quasi professionnelle » de la montagne. Pour l'universitaire Juan Sevilla, Schrader incarne « l'archétype du pyrénéiste classique » et représente l'une des trois grandes figures de ce mouvement avec Louis Ramond de Carbonnières et Henry Russell.
De nombreux auteurs s'accordent ainsi à reconnaître « le rôle majeur que Schrader a joué dans la découverte et la diffusion de la chaîne pyrénéenne »,. Étienne Bordes estime que, par sa position au Club alpin français ou à la maison d'édition Hachette, Franz Schrader « est un agent précieux de la valorisation des contributions sur les Pyrénées ». Mais contrairement à la vision contemplative du comte Russell, pour qui la conquête d'un sommet est une œuvre romantique qui répond à son propre plaisir, Franz Schrader veut faire œuvre utile et scientifique à travers sa pratique de la montagne. Comme le souligne Louis Le Bondidier, Schrader n'explore la chaîne que pour découvrir et retranscrire, dans le but de partager un enseignement géologique et géographique. Il est d'ailleurs membre du Club alpin français depuis sa création en 1874, dont il préside la section bordelaise jusqu'en 1877, date de son départ à Paris, cédant sa place à son ami Adrien Bayssellance. Par ses nombreux récits d'ascension, Franz Schrader apporte l'une des contributions les plus importantes à ce genre alors très prisé.

### Géographe et cartographe d'exception
Ainsi, pendant de longues années, il se consacre à ce qu'il nomme lui-même une œuvre de « débrouillement géographique » en cartographiant les principaux massifs des Pyrénées centrales. Véritable autodidacte, Franz Schrader est considéré comme l'un des meilleurs topographes de son époque, malgré son absence de diplômes et de formation. Les instruments qu'il met au point, à l'image de l'orographe, participent du perfectionnement de la discipline en permettant d'établir des cartes d'une précision inégalée pour l'époque. La carrière de Franz Schrader débute à une époque où, faisant suite au traumatisme que représente la défaite de Sedan en 1870, l'enseignement de la géographie en tant que discipline universitaire se développe en France,. Possédant la maîtrise de l'exploration de terrain, des relevés topographiques, du calcul, du dessin, de la peinture et de la gravure, Franz Schrader est alors un des hommes forts de cette discipline.

Divers apports de Franz Schrader à la cartographie.
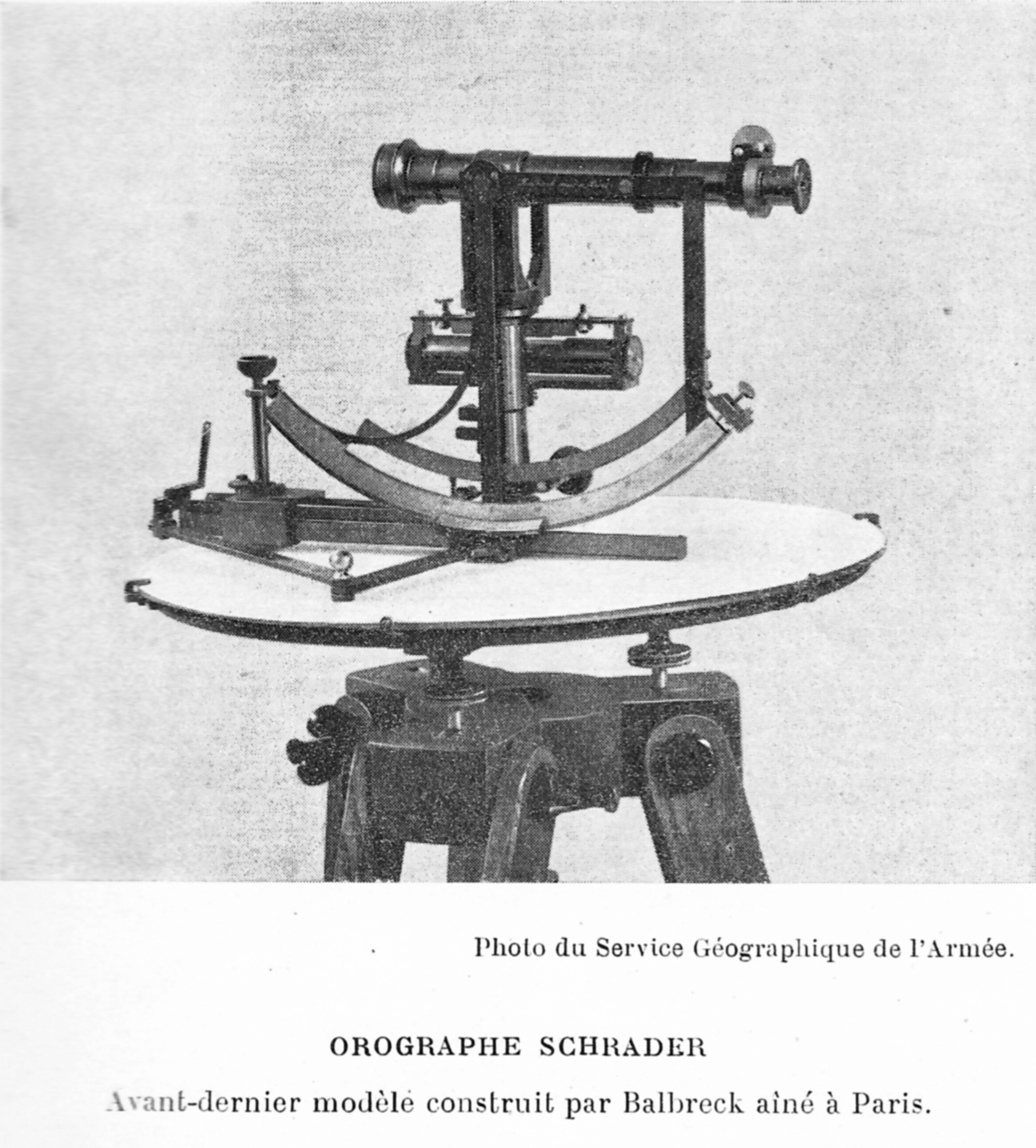
Modèle d'orographe construit en 1885.
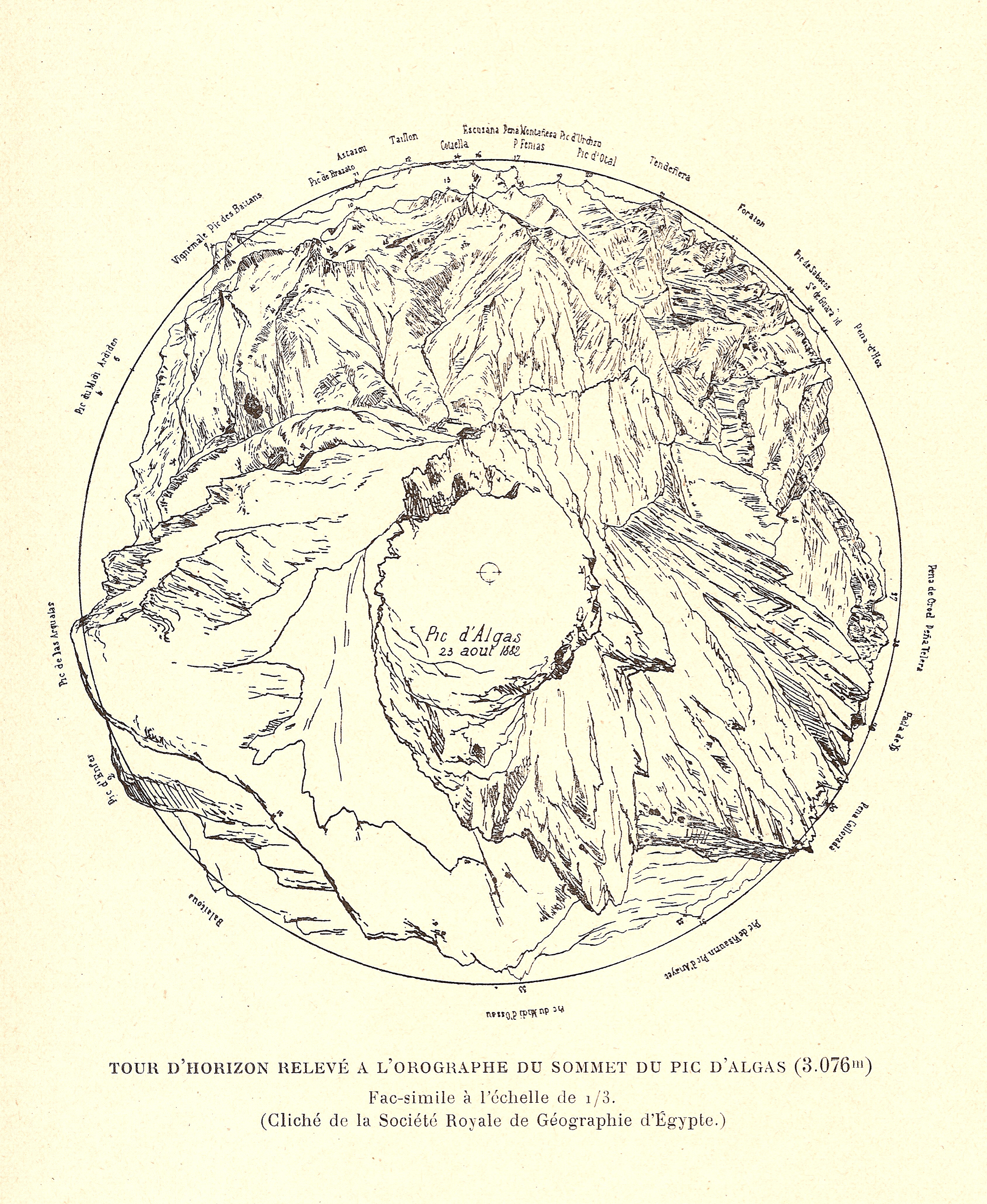
Tour d'horizon réalisé à l'aide d'un orographe.
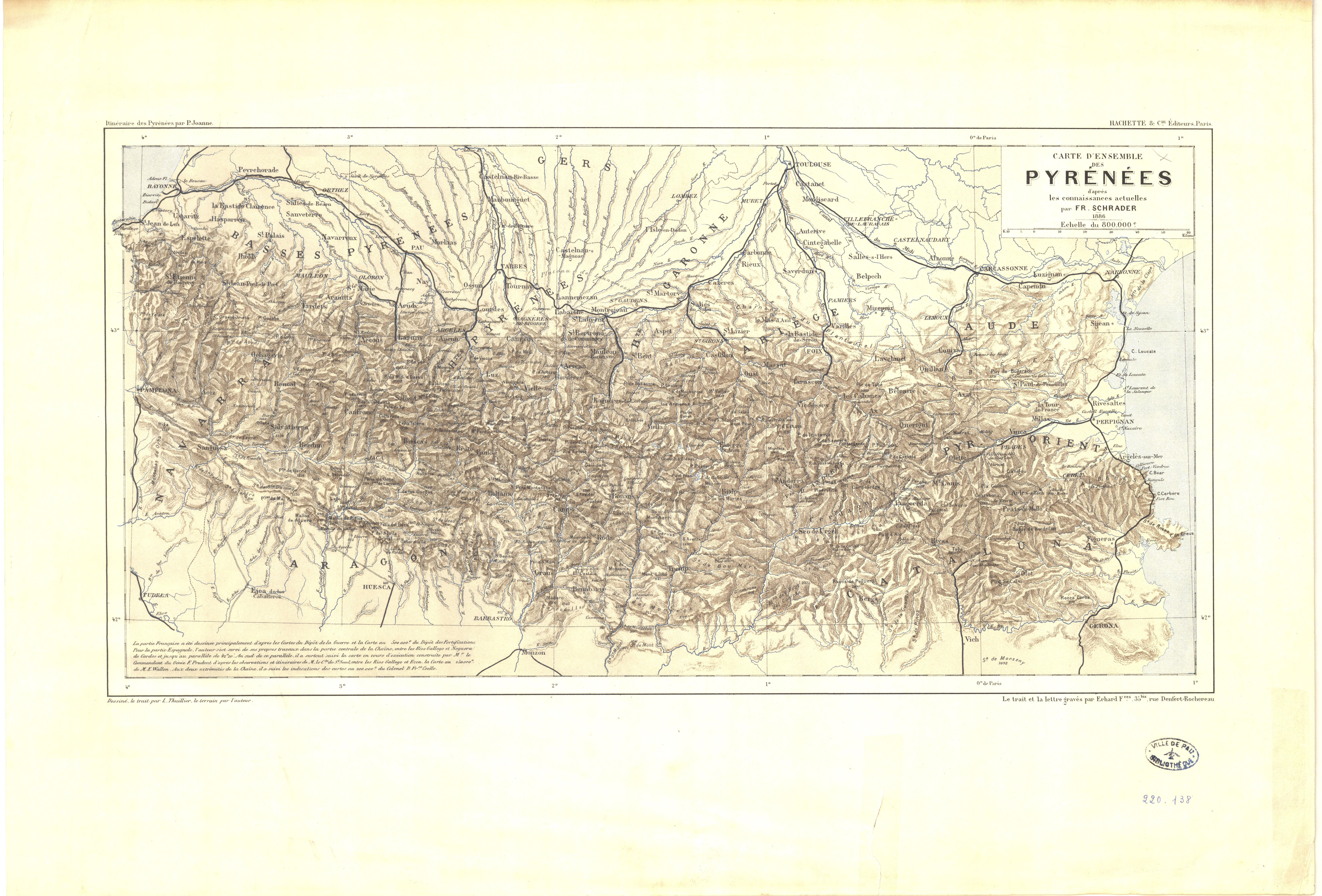
Carte d'ensemble des Pyrénées à l'échelle 1/800 000, en 1886.

Le géographe Numa Broc assure que pour Franz Schrader la diffusion de la science est aussi importante que son état d'avancement. L'œuvre de vulgarisation qu'il entreprend au sein de la maison Hachette joue, dans le contexte de revanchisme de son époque, « un rôle capital dans le renouvellement de l'enseignement de la géographie ». Schrader adopte une vision moderne de sa discipline et souhaite « faire de la science géographique, non plus une nomenclature aride, mais bien véritablement la description de la terre, exercer la mémoire sans la surmener, développer les facultés d'observation et de raisonnement ».
Par ailleurs, Michel Dupeyre, son biographe, considère que le travail de vulgarisation mené par Franz Schrader participe au développement touristique des Pyrénées, alors que les principales stations thermales de la chaîne bénéficient de l'arrivée du chemin de fer pour accroître leur capacité d'accueil des curistes.

### Peintre méconnu
Dès son plus jeune âge, Franz Schrader pratique la peinture et le dessin de manière autodidacte. Son père lui procure des méthodes d'apprentissage progressif disponibles dans le commerce qui lui permettent de perfectionner sa maîtrise du paysage. Les premiers travaux réalisés par Franz Schrader dans les Pyrénées reprennent la construction de ces modèles lithographiques, avec un premier plan qui repousse le fond et la présence d'un ou plusieurs personnages pour donner une idée de l'échelle. Il s'en détache peu à peu au profit du réalisme le plus strict, puis tend vers l'impressionnisme en peignant des paysages « spirituels et sensibles », où « la touche de peinture ne s'efface plus derrière la texture topographique ». Le cirque de Gavarnie est l'un de ses motifs de prédilection, qu'il représente jusque dans les dernières années de sa vie.
Jusqu'au milieu du XIXe siècle, la montagne reste un sujet difficile à saisir en peinture et ne constitue le plus souvent qu'un élément de décor lointain, en arrière-plan. Franz Schrader s'inscrit dans un mouvement qui vise à prendre la montagne comme sujet. Il est l'un des premiers à représenter les hauts sommets, de sorte que Henri Beraldi le surnomme « le peintre des paysages rares »,. Pour Vincent Berdoulay et Hélène Saule-Sorbé, Franz Schrader cherche « à utiliser la complémentarité des apports de l'art et de la science pour améliorer la connaissance géographique » et sa démarche picturale s'inscrit donc « dans son projet global de connaissance ». Ces préoccupations géographiques expliquent l'évolution de son style : pour mieux comprendre la construction d'un massif, Franz Schrader prend de la hauteur et délaisse le point de vue qui consiste à s'installer au pied de la montagne pour la représenter. La démarche picturale de Franz Schrader peut donc être considérée comme novatrice : « Par cette recherche d'un point de vue nouveau, délaissant les canons de la perspective classique, Schrader signifie que le savoir n'est pas antérieur au regard et qu'au contraire il en découle : dans l'expérience et la représentation du paysage, le géographe peintre renverse l'usage qui voudrait que la peinture soit la mise en œuvre d'un savoir intemporel
acquis au contact des grands maîtres du passé […]. Schrader retrouve ainsi, de manière empirique, l'attitude d'un Manet, pour lequel il s'agit de « voir », et non plus de « savoir » : la peinture ainsi comprise permet au géographe d'instaurer un regard renouvelé sur le
paysage, où priment l'imprégnation, la possession, le contact direct dont découlera la connaissance ». Sa technique évolue : à mesure qu'il privilégie la sensation immédiate et l'étude sur le vif, Franz Schrader abandonne l'aquarelle, au séchage lent, au profit de la peinture à l'huile qui lui permet de juxtaposer les touches.
Schrader peint avant tout pour lui et pour garder une trace des émotions vécues lors de ses excursions, de sorte que ses œuvres sont rarement exposées au public et conservées dans son cabinet de travail. Il s'implique néanmoins dans le développement de la Société des peintres de montagne, fondée en 1898 sous le patronage du Club alpin français et qui vise à regrouper les artistes qui s'intéressent spécifiquement à ce milieu naturel. Il est notamment surnommé par ses pairs le « Corot de la montagne ». Franz Schrader participe de façon irrégulière à l'exposition annuelle de la société qui rassemble jusqu'à soixante peintres en 1923. Pour l'universitaire Juan Sevilla, à travers ses œuvres, Franz Schrader « participe à l'instrumentalisation du regard et contribue à l'engouement pour le panorama, qui constitue un élément fondamental de la démarche patrimoniale » dans les Pyrénées.

### Pensée politique et philosophique

#### Solidarisme, esthétique et urbanisme

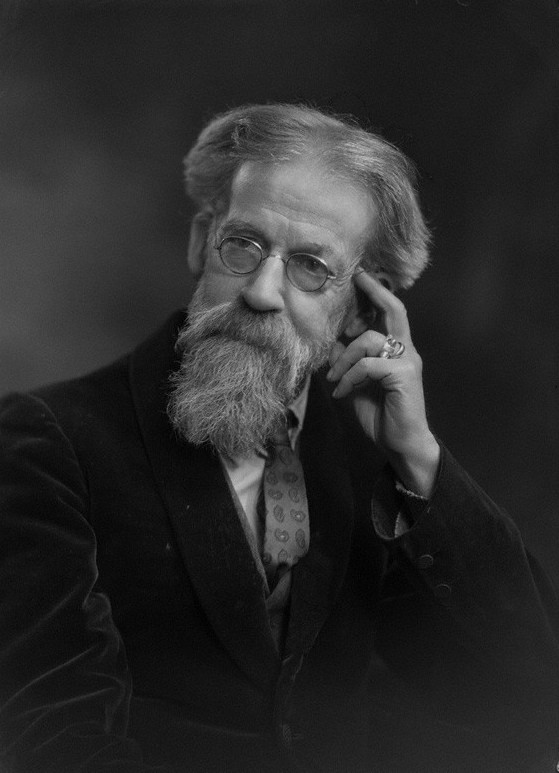
Le sociologue Patrick Geddes, ami de Franz Schrader.

Très impliqué dans le Musée social, une fondation de recherche en faveur de l'hygiène, du logement bon marché et de la solidarité sociale, Franz Schrader est proche du solidarisme, une philosophie politique inspirée par le député radical Léon Bourgeois. Il se lie d'amitié avec le sociologue écossais Patrick Geddes, dont il partage les vues artistiques sur la future cité solidaire et naturelle. Franz Schrader reprend notamment les théories qu'il développe dans son œuvre Cities in Evolution en faveur d'une cité réinventée à la fois sur le plan civique, esthétique mais également écologique. Comme le rappelle le philosophe Serge Audier, Franz Schrader considère que « la reconstruction de la cité engage même un nouveau projet général à la fois politique, social et vital, dont la portée est civilisationnelle ».
Dans l'article « L'évolution des cités », qu'il publie en 1917 dans les Annales de géographie, Schrader fustige le développement moderne des cités et déplore l'enlaidissement des villes qui va de pair, selon lui, avec l'industrialisation croissante et le modèle productiviste des sociétés occidentales : « Les courants qui se dirigent vers les villes sont plus intenses que ceux qui en reviennent : les cités grandissent, les hautes cheminées se dressent, de vastes bâtiments sans style et sans beauté s'élèvent au milieu de quartiers monotones composés de maisons uniformes et humbles ; dans l'intérieur de la ville, les habitations se resserrent, se haussent, les espaces libres se rétrécissent graduellement ». Admirateur de John Ruskin, Franz Schrader oppose ainsi la « croissance purement quantitative » de son époque à « l'esprit qualitatif » qui régissait les constructions des siècles précédents : « Le charme étrange que nous éprouvons dans toute cité historique est fait surtout de cet esprit qui, matériellement enfermé dans les vieilles pierres, en émane comme une sorte de radium, et transfigure les formes ou les couleurs en sentiments et en pensées ».
Selon Serge Audier, la vision de la ville défendue par Schrader revêt une dimension organiciste : « La santé du corps social ainsi considéré dépend de la santé de chacune des cellules humaines qui le composent, la santé de l'organisme urbain de la normalité des relations qui assurent son fonctionnement. Et la solidarité de la ville rendue plus intime par le nombre, le rapprochement, et l'intensité de mouvements des molécules agissantes, rend par cela même plus intense la réaction de chacune d'elles sur toutes les autres ». Ainsi, la santé et le bien-être des milieux populaires participent pour Schrader de la réalisation d'un idéal de « vitalisation intégrale de toutes les parties constituantes de [la] collectivité », de sorte qu'il défend le projet d'une renaissance civique, esthétique et naturaliste de la cité : « Ainsi comprise la ville — la cité pour mieux dire — est moins un ensemble de rues, de maisons, de monuments, qu'un agrégat d'êtres vivants et conscients dont ces rues, ces maisons, ces monuments doivent constituer le cadre harmonieux, aussi conforme que possible aux indications de la nature et de l'histoire ».

#### Précurseur de la conscience écologique et de la protection de la nature
Franz Schrader livre donc « une analyse sur la destructivité inséparablement humaine et écologique des sociétés occidentales » et appelle l'avènement d'une cité plus solidaire, plus esthétique et plus verte. Cette conscience d'un péril écologique transparaît largement dans ses écrits. Dans un article paru dans le Musée social en 1919, Schrader propose une analyse très pessimiste des conséquences de la Première Guerre mondiale et du développement de la force mécanique : « Si les métaux durs […] permettent la conquête de l'air, ce sera pour commencer par écraser ou incendier les villes ouvertes et pacifiques, demeurées sacrées jusque-là. Des vapeurs empoisonnées rendront l'atmosphère irrespirable, les explosifs mêleront à cet air infecté la terre végétale détruite. Avec la paix, la concurrence marchait déjà vers une lutte inquiétante, mais avec la guerre, et la guerre telle que l'a inaugurée l'Allemagne, l'avenir deviendrait un avenir de mort certaine, car le progrès de destruction marcherait, il n'est plus possible d'en douter, infiniment plus vite que le progrès de création ». Il précise également que « c'est graduellement et sans bruit, par une simple appréciation fausse des valeurs du travail planétaire et du travail humain, que l'homme, dédaigneux de ce qui s'est créé sans lui, croit mettre en valeur, alors qu'il la fait disparaître, la lente accumulation de richesse végétale qu'avait produite la collaboration mille fois séculaire de l'atmosphère et du globe terrestre ».
Cette inquiétude à propos d'une catastrophe environnementale en cours de développement apparaît bien plus tôt dans ses œuvres : dès 1891, dans son Atlas de géographie moderne, Franz Schrader dénonce « une loi inexorable » qui « exploite trop avidement la terre, ne songe qu'à l'avenir immédiat, et arriverait à ruiner la planète elle-même ». Plus loin, il met en garde comme une surexploitation des ressources devenue insoutenable : « le sol se délite, les montagnes se désagrègent, les sources tarissent, les fleuves s'appauvrissent ou débordent, le climat lui-même, privé des influences adoucissantes des vastes régions boisées, se détériore et se déséquilibre ». Dans un article qu'il rédige pour la Revue d'Anthropologie en 1893, il pointe de nouveau les menaces que représentent l'industrialisation et la puissance mécanique pour la nature dans son ensemble : « Quand un Stanley propose d'introduire les machines modernes dans la forêt africaine pour l'exploiter au plus vite, il propose simplement la création de la barbarie à la place de l'ordre naturel. […] Dans ce cas, c'est l'humanité même qui sera mise en péril, non seulement par des maladies inconnues, mais par la déséquilibration de l'atmosphère et par l'introduction de l'instabilité des climats dans le monde entier ». Il y affirme également sa propre conviction : « Si l'homme veut recevoir de la terre tous les trésors qu'il peut en attendre, il ne suffit pas de la prendre pour logeuse ou pour nourrice : il la lui faut épouser ».
Dans ses écrits, Franz Schrader dénonce également la destruction des peuples dits inférieurs qu'entraîne l'industrialisation massive des sociétés occidentales : « Déjà bien des fractions de l'humanité ont disparu, n'ayant pas pu se plier assez vite au gré de nos impatiences […] La conquête de la planète ne nous donne pas seulement des droits, dont nous serions libres d'user à notre guise, mais nous impose des devoirs envers le présent et l'avenir ».
Dès lors, la défense d'un modèle productif plus vertueux et respectueux du milieu naturel est omniprésente dans le cours d'anthropologie géographique qu'il dispense à l'École d'anthropologie de Paris. Mais pour Schrader, cela ne peut se faire que par une action globale et l'avènement d'une géographie internationale, dans la mesure où les interactions de la nature sont mondiales : « Songeons à l'importance de la cartographie polaire, de la disposition des glaces flottantes dans l'économie générale des climats, dans la sécurité des cultures, par conséquent dans la vie matérielle de tout l'hémisphère nord. Songeons à ce tissu d'actions et de réactions réciproques qui fait que tout changement sur une partie du globe se répercute, obscurément mais sûrement, sur le globe entier ; nous sentirons, sans avoir besoin d’insister davantage, la solidarité profonde qui oblige tous les hommes à étudier ensemble la planète qui les porte ». Dans cet esprit, Schrader se réjouit de l'émergence aux États-Unis d'une sensibilité environnementale dans les premières années du XXe siècle. En 1914, dans un article écrit pour la Revue anthropologique, il souligne à quel point les premières lois américaines pour la conservation des ressources « marquent une date non seulement dans la conscience écologique et géographique mondiale, mais aussi dans la conception même de la communauté politique formée par la patrie démocratique ».
Bien que les conceptions de Franz Schrader soient encore largement minoritaires à son époque, elles ne sont pas le fruit d'un marginal et occupent une place dans la pensée sociale et politique d'alors. Le géographe fait donc figure de pionnier de la pensée écologique en France : son biographe Michel Dupeyre le qualifie « d'écologiste avant l'heure », quand son ami Ferdinand Buisson évoque « une vision de prophète » à son égard. Pour Serge Audier, il mérite « de figurer parmi les principaux précurseurs progressistes de la conscience écologique, se faisant l'apôtre précoce de la solidarité interhumaine planétaire, mais aussi de la solidarité avec l'ensemble du vivant et toute la Terre ».

#### Sanctuariser la montagne

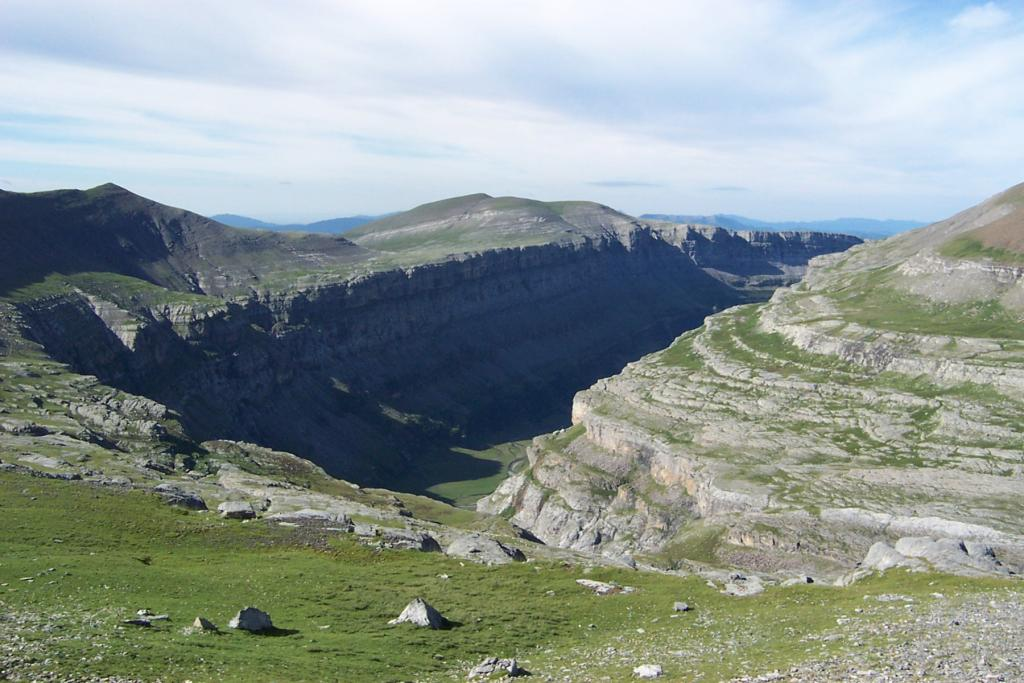
La vallée d'Ordesa.

Bien qu'il se montre favorable à la démocratisation de la montagne, comme le démontre son action au sein du Club alpin français, Franz Schrader déplore l'impact du tourisme sur la beauté des paysages. À titre d'exemple, en 1913, de retour d'expédition dans la vallée d'Ordesa qu'il n'avait plus fréquentée depuis 1870, il écrit : « Il a donc suffi que les hommes viennent un peu plus nombreux admirer la nature vierge, pour qu'immédiatement la destruction, le ravage, l'hideuse « mise en valeur », c'est-à-dire la ruine y pénètre avec eux ? Quelle désillusion ! ».
De la même manière, il estime que les plus hautes cimes doivent être sanctuarisées dans la mesure où « elles appartiennent à l'humanité » : « que celles-là au moins soient réservées à la solitude, qu'elles restent des lieux de vie supraterrestres, des lieux saints où l'on regardera ici l'infini et l'Éternel face-à-face, où l'on comptera dans le silence les battements de son cœur, où l'on sentira le contact des astres à travers le gouffre noir de l'espace ».
Peu avant sa mort, en mai-juin 1923, Franz Schrader participe au premier congrès international pour la protection de la nature. Il apporte également son soutien à la création d'un parc national dans les Pyrénées françaises, à la manière du parc national d'Ordesa et du Mont-Perdu créé en Espagne en 1918, un projet qui ne verra le jour qu'en 1967.

## Décorations, hommages et postérité

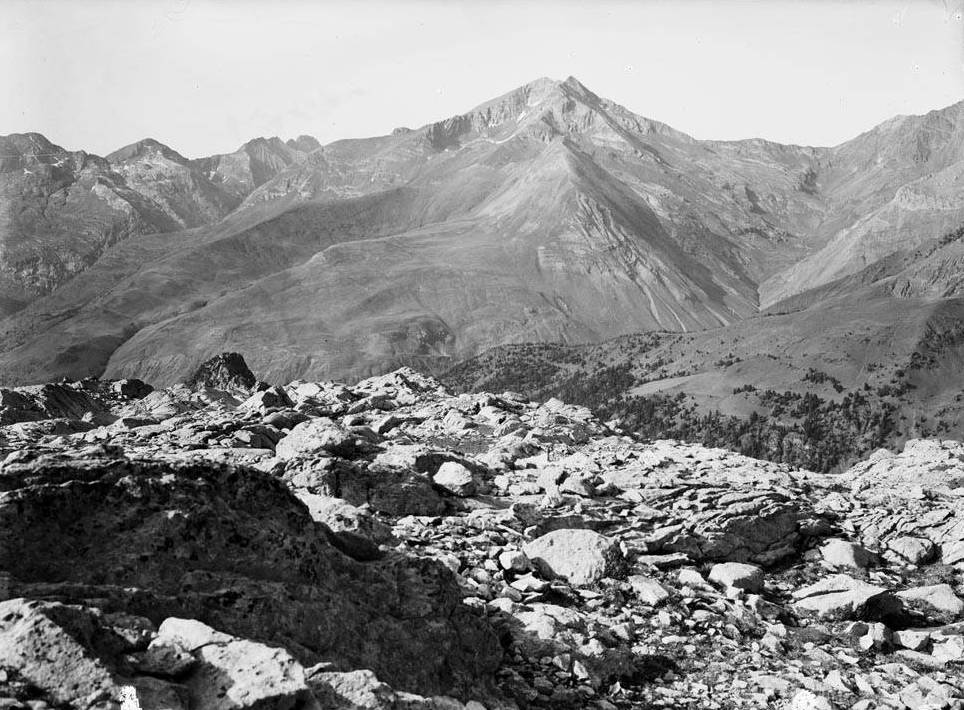
Vue du pic Schrader au début du XXe siècle.

Franz Schrader reçoit la médaille d'or de la société des topographes de France en 1887, puis la croix de chevalier de la Légion d'honneur en 1889, à l'occasion de l'exposition universelle de Paris. Il est élevé au grade d'officier en 1901,. Lauréat de l'Académie des sciences et Grande médaille d'or de la Société de topographie de France en 1890, il reçoit en 1928, à titre posthume, la grande médaille d'or de la Société de géographie.
Le pic Schrader (3 176 m), point culminant du massif de Batchimale dans la province de Huesca, est nommé en son honneur pour commémorer la première ascension qu'il en effectue le 11 août 1878 avec le guide Henri Passet. En 1903, les frères Cadier décident de rebaptiser Cap Schrader la Punta de Diazas, un modeste sommet à l'entrée de la vallée d'Ordesa.

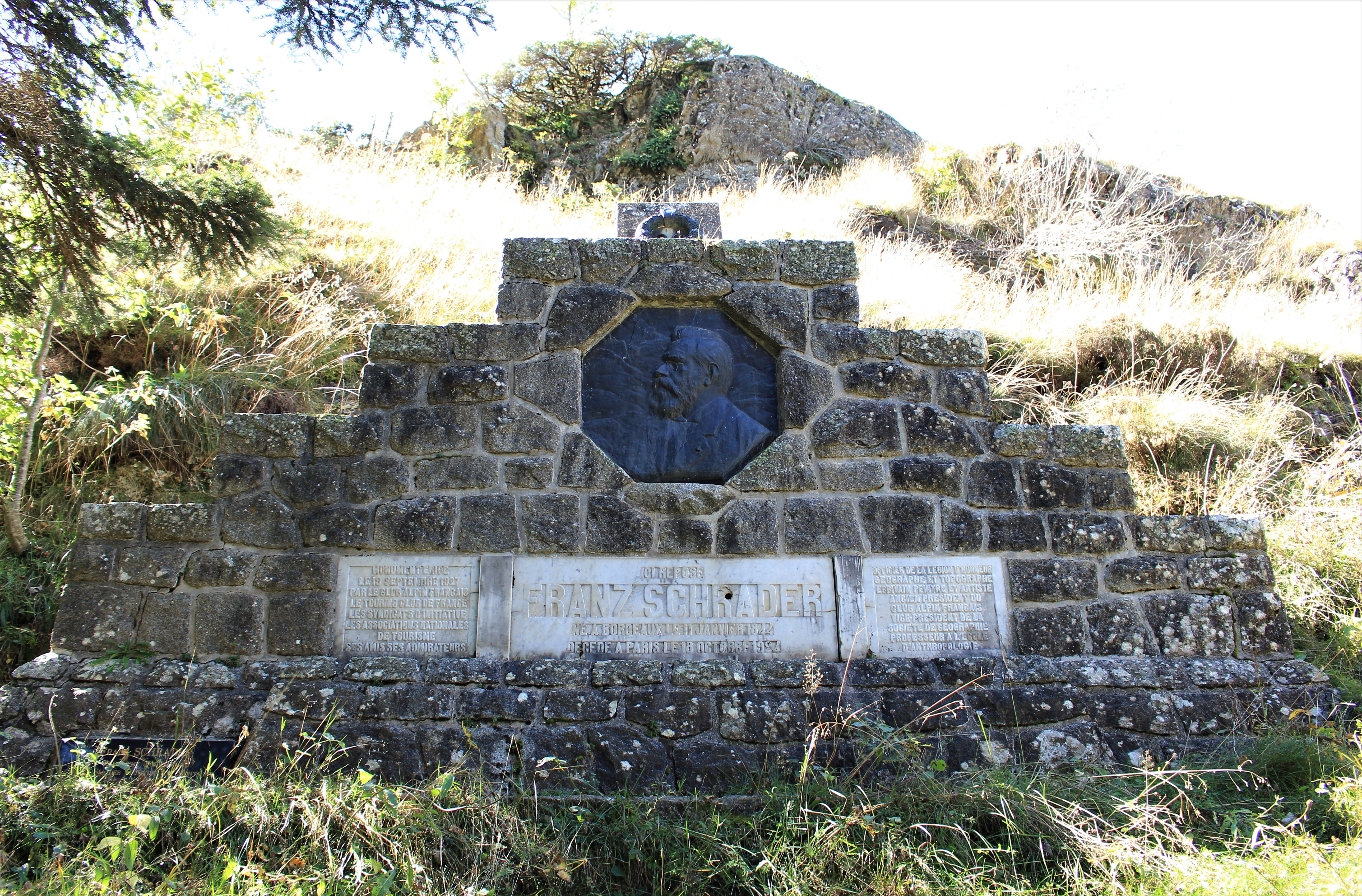
Tombeau de Franz Schrader à Gavarnie-Gèdre.

Le monument funéraire de Franz Schrader se trouve au pied du cirque de Gavarnie, au lieu-dit Turon de la Courade. Il y est inhumé le 19 septembre 1927, près de trois ans après sa mort. Le monument sépulcral est construit par l'architecte Maussier-Dandelot de Pau, et réalisé par la marbrerie Paul Capdeville, dans la même ville. Il est orné d'une sculpture de Gaston Leroux. Par ailleurs, des rues lui sont dédiées à Tarbes, Pau et Bordeaux.
Géographe de talent, Franz Schrader ne bénéficie plus après sa mort de la même notoriété que de son vivant, et pour Numa Broc, son œuvre « a presque complètement sombré dans l'oubli ». Ce dernier l'explique du fait qu'en dehors de ses manuels scolaires, Schrader n'a laissé que des notes, des comptes-rendus ou des articles, et non « l'ouvrage de synthèse qu'il était le mieux placé pour écrire » sur les Pyrénées. De plus, Numa Broc considère que Franz Schrader « ne semble pas avoir compris que la géographie de la fin du XIXe siècle subissait une mutation profonde » : agissant en « franc-tireur de la géographie », en marge de l'université, Schrader pense la carte comme « une fin en soi » et se contente de répertorier des faits géographiques, contrairement au travail d'un Paul Vidal de La Blache qui cherche à établir des corrélations. Contrairement à d'autres grands géographes de sa génération, Franz Schrader n'a aucun disciple qui puisse transmettre ses idées.

## Œuvres principales

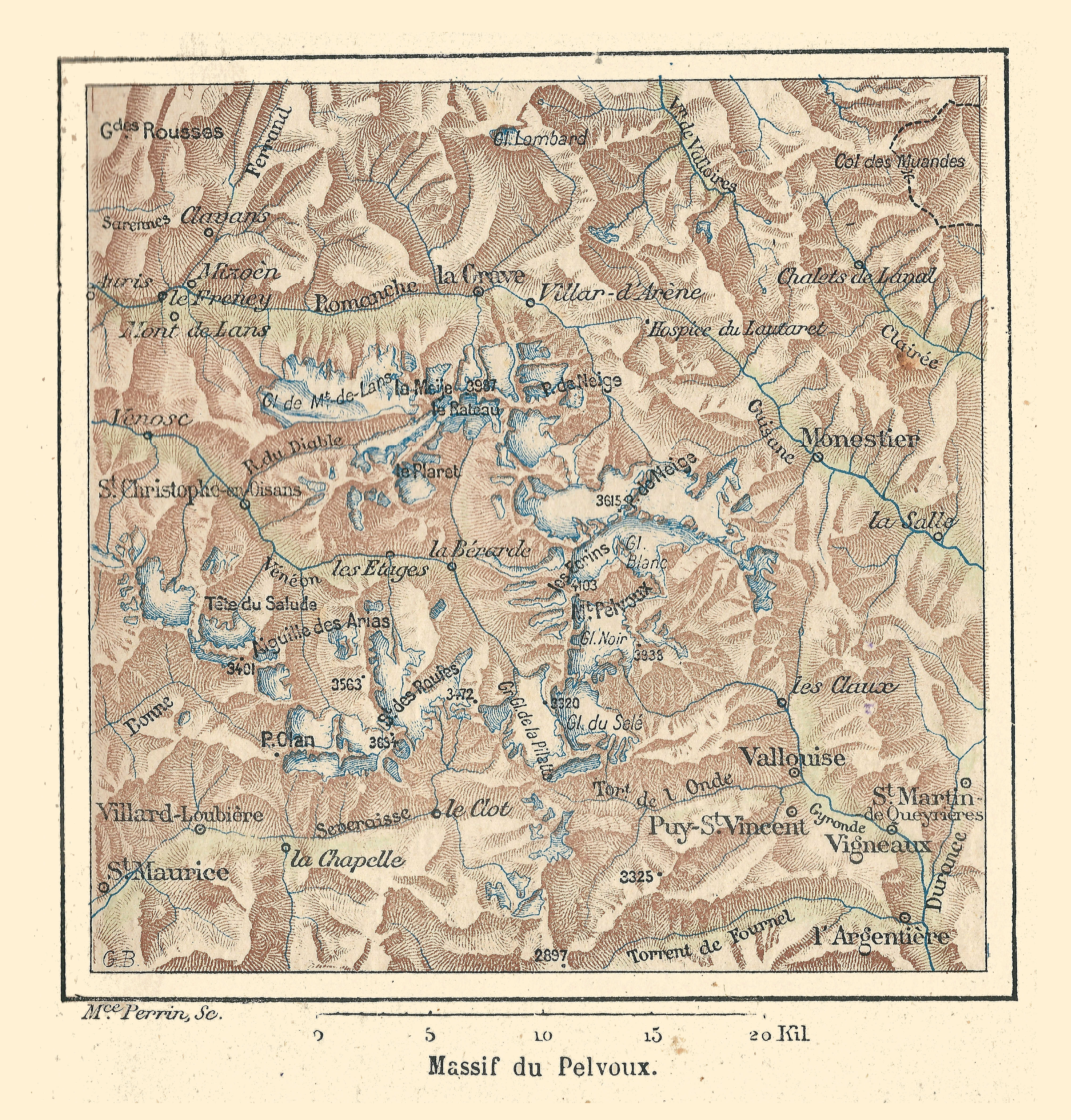
Massif du Pelvoux, dans Franz Schrader et Louis Gallouédec, Géographie élémentaire de la France et de ses colonies rédigée conformément aux programmes des classes de 5e classique et 6e moderne, 2e édition, 1894.

### Manuels scolaires et atlas
Franz Schrader est l'auteur de manuels scolaires de géographie pour les éditions Hachette, en collaboration avec Henry Lemonnier ou Louis Gallouédec. Ces cours s'adressent autant à l'enseignement primaire qu'à l'enseignement secondaire. Il réalise également de nombreuses cartes topographiques et des illustrations pour d'autres auteurs.
Il est également l'auteur de plusieurs atlas régulièrement réédités, parmi lesquels :
- Atlas de géographie universelle, Paris, Hachette, continuation de l'œuvre de Louis Vivien de Saint-Martin ;
- Atlas de géographie moderne, Paris, Hachette, 1889 (BNF 31329433), avec Édouard Anthoine et Ferdinand Prudent ;
- Atlas de géographie historique, par une réunion de professeurs et savants, Paris, Hachette, 1889 (BNF 31329432) ;
- Atlas classique de géographie ancienne et moderne, Paris, Hachette, 1905 (BNF 32617609), avec Louis Gallouédec ;
- Atlas classique de géographie ancienne et moderne, Paris, Hachette, 1923 (BNF 43993697), nouvelle édition conforme aux traités de paix de 1919-1920, avec Louis Gallouédec.

### Autres ouvrages
- Études géographiques et excursions dans le massif du Mont-Perdu, Paris, Gauthier-Villars, 1875, 61 p. (BNF 31329442).
- Aperçu de la structure géologique des Pyrénées, Paris, Impr. de Chamerot et Renouard, 1892, 67 p. (BNF 30882060), avec Emmanuel de Margerie.
- Essai sur la représentation topographique du rocher, Club alpin français, 1911, 37 p.
- Le Facteur planétaire de l'évolution humaine, Paris, V. Giard et E. Brière, 1902, 15 p. (BNF 31329443).
- Pyrénées, t. I : Courses et ascensions, Toulouse, Paris, É. Privat, H. Didier, 1936, 352 p. (BNF 44931170), accompagné d'un avant-propos par le Dr Georges Sabatier et de Franz Schrader, esquisse biographique, par Maurice Heïd.
- Pyrénées, t. II : Science et art, Paris, H. Didier, 1936, 461 p. (BNF 44931171), suivi d'Essai de biblio-iconographie, par Maurice Heïd.